# Tigrillos de Medellín
Tigrillos Medellín Basketball Club, fue un club de baloncesto colombiano de la ciudad de Medellín, Antioquia. Antes conocido como Academia de la Montaña Basketball Club. Participó en la Liga Profesional de Baloncesto de Colombia de la cual fue campeón en 2016 con sede en el Coliseo Iván de Bedout. Fundado en el año 2012 para participar en el torneo desde el 2013 bajo la dirección del antioqueño Hernán Darío Giraldo. Su última temporada fue en la Liga Colombiana de Baloncesto 2023-II.

## Historia
Fundado el 30 de noviembre del 2012, arrancó su participación en la Liga Colombiana de Baloncesto en el primer semestre del años 2013 llegando hasta segunda fase donde entraron 6 equipos de los 8 que iniciaron el torneo, quedando finalmente eliminado en esta fase. 

Llegaría la segunda oportunidad en el segundo semestre del 2013 llegando hasta la final del campeonato donde enfrentó a Guerreros de Bogotá, el primer juego fue ganado por los antioqueños para después caer y cerrar la llave 1-1 en Bogotá, el tercer juego disputado como local en Medellín fue ganado por Academia yéndose arriba en la serie 2-1 y con la oportunidad en el cuarto juego de ser campeones en casa, sin embargo los bogotanos vencieron y el último partido de disputó en Bogotá, con un marcador de 91-84 Academia de la Montaña perdió la final 3-2 finalizando subcampeón
El 2014 llegó con las ansias de una revancha en busca del título como campeones, sin embargo el sueño se perdió en las semifinales. Enfrentando a Cimarrones del Chocó perdido la llave contundentemente por 3-0 luego de perder en casa los dos primeros juegos 90-88 y 89-95, el último juego en Quibdó finalizó 98-86 a favor de Cimarrones quien finalizaría campeón más adelante.

## Palmarés
- Liga Colombiana de Baloncesto 2013-II: Subcampeón

## Participaciones en la Liga Colombiana
- Liga Colombiana de Baloncesto: 3 temporadas (2013-I, 2013-II, 2014-I, 2016-I)

- Mejor presentación: Campeón Liga Colombiana de Baloncesto 2016-I
- Peor presentación: 5° lugar (hasta segunda fase) 2013-I